# Saint-Cyprien, Dordogne

Saint-Cyprien este o comună în departamentul Dordogne din sud-vestul Franței. În 2009 avea o populație de 1.570 de locuitori.

## Evoluția populației
| An        | 1975  | 1982  | 1990  | 1999  | 2006  | 2009  |
| --------- | ----- | ----- | ----- | ----- | ----- | ----- |
| Populație | 1.763 | 1.708 | 1.593 | 1.522 | 1.562 | 1.570 |